# Ојку Гурман
Ојку Гурман (Öykü Gürman), турска поп и фламенко певачица, рођена је 4. августа 1982. године у Истанбулу.

## Mузичка каријера
Ојку Гурман је уметник који спаја медитеранску и арапску музику. Године 2007. са братом близанцем, Берком, основала је групу Ојку и Берк. Постала је позната захваљујући песми и споту за песму Осликани стуб испред њихове куће које је заједно са својим братом снимила и поставила на Јутјуб. Спот је од маја 2008. године погледало 10 милиона и 800 хиљада људи. Такође и клипови које су поставили након снимања албума прегледани су 6 милиона и 850 хиљада пута. Међутим, њихови снимци уклоњени су у августу 2008. године.
Њихов први албум Судбина садржао је укупно 10 песама. Поред песама са Берковим потписом, у албуму су се нашле и народне песме спојене са фламенком. Након ових објава њихово презентовање преузела је музичка и чет емисија на ТРТ1 каналу.
Група се разишла 2010. године и њих двоје су одлучили да започну самосталне каријере.
Удала се за Јавуза Бингола 4. августа 2015. године, али се након непуних годину дана, 15. априла 2016. године и развела.

## Продукције
| Година | Серија         | Карактер      |
| ------ | -------------- | ------------- |
| 2004   | Турски филм    | епизодни лик  |
| 2014   | Ја сам из Урфе | Џејлан        |
| 2015   | Време љубави   | Лејла Коркмаз |
| 2018   | Њена судбина   | Асије Калели  |

## Дискографија

### Албуми

#### У групи
- Судбина (албум)(2007)

- Између двоје (албум)(2009)

#### Самостално
- Неко други (2011)

- Сан се завршио (2015)

### Спотови

#### У групи
- Осликани стуб испред њихове куће, објављен: децембар 2007.
- Лејла
- Нисам хтео да те заборавим, објављен: април 2010.
- Непријатељ ноћи, објављен: септембар 2009.
- Турнеја, објављен: 2008.
- Безобразно срце, објављен: 2010.